# Pasteur Bizimungu
Pasteur Bizimungu (n. 1950) foi presidente de Ruanda de 19 de julho de 1994 até 23 de março de 2000. É um Hutu étnico, nascida na localidade de Gisenyi, conhecida como bastião do extremismo Hutu.
Bizimungu trabalhou no Movimento Republicano Nacional para a Democracia e o Desenvolvimento, grupo Hutu que governou em Ruanda até 1994, no posto de diretor geral da companhia nacional de eletricidade. Em 1990 uniu-se à Frente Patriótica Ruandesa, basicamente composto por Tutsis, quando seu irmão, coronel das Forças Armadas Ruandesas foi assassinado, provavelmente depois de uma ordem do governo Hutu.
O FPR estava descontente com o governo Hutu de Juvénal Habyarimana, ao qual Pasteur Bizimungu era próximo nos anos oitenta. Depois da morte de Habyarimana na colisão de seu avião em 6 de abril de 1994, décadas de complexos ódios étnicos, sociais e políticos explodiram, dando lugar ao Genocídio de Ruanda.
Finalmente, em julho de 1994, o FPR conseguiu o controle do país e estabeleceu um governo de unidade nacional. O líder do FPR, o tutsi Paul Kagame, foi eleito vice-presidente, e Bizimungu foi eleito Presidente para que os Hutus seguissem representados no governo.
Durante o mandato de Bizimungu, muitos achavam que era Kagame quem controlava o governo. Bizimungu, acabou em conflito com Kagame após o que as diferenças sobre o governo e as políticas públicas fossem crescendo. Demitiu-se em março de 2000, e Kagame tornou-se presidente.
Em maio de 2001 Bizimungu fundou o "Partido Democrático Pela Renovação" (Parti Démocratique pour le Renouveau - PDR) conhecido como "Ubuyanja" em kinyarwanda. O partido foi quase imediatamente banido pelo governo, acusado de ser um partido radical hutu. Críticos disseram que o governo estava simplesmente a esmagar a oposição com a desculpa de conflitos étnicos. Bizimungu foi posto em prisão domiciliar por continuar as operações do partido em 19 de abril de 2002, e acusado de pôr em risco o estado. A 7 de julho de 2004 ele foi sentenciado a 15 anos de prisão por tentar formar uma milícia. Ele recebeu uma sentença de 5 anos por cada uma destas acusações, as quais teve que cumprir consecutivamente. Em 17 de fevereiro de 2006, representado por um time de advogados que incluía o canadense Paul Zaduk de que ele foi condenado por crimes diferentes daqueles pelos quais havia sido acusado inicialmente, foi recusado pelo Tribunal Supremo.
Ele foi libertado em 6 de abril de 2007 após o perdão de Kagame.